# Руске иконе
Руски иконопис - који се развио у срцу православне уметности старе Русије, који је покренут крајем X века, тачније 988., покрштавањем Руса. По правилу, ови иконе су строго следиле моделе и формуле које је поставила византијска уметност, на челу са престоницом у Константинопољу. Како је време пролазило, Руси су проширили вокабулар типова и стилова далеко изван свега осталог у православном свету. Иконографија је постала језгро старе руске културе до краја XVII века, када је, у петровско доба, постао заступљен секуларни поглед на уметност.
Лична, иновативна и креативна традиција религиозне уметности Западне Европе су у великој мери изостале у Русији пре 17. века, када је руска иконографија потпала под снажан утицај религиозних слика и гравура од и Протестантске и Католичке Европе. Током средине 17. века допло је до промена у литургије и служби, коју је покренуо је патријарх Никон, резултирало је распадом у Руској православној цркви. Традиционалисти, прогоњени "Староритуалци" или "Староверци", су наставили традиционалну стилизацију икона, док је државна црква изменила свој стил. Од тада иконе су почеле да се сликају не само у традиционално стилизованом и нереалистичном стилу, али и у смеси руске стилизације и западноевропског реализма, и на западноевропском начину, веома сличном католичкој религијској уметности тог времена. Овакве иконе, најчешће у руским православним црквама, такође се понекад могу наћи у различитим sui juris обредима католичке цркве.
Руске иконе су обично сликане на дрвету, често мале, иако неке у црквама и манастирима моуг бити много веће. Неке руске иконе су направљене од бакра. Многе религиозне куће у Русији имају иконе на зиду у "Красный угол".
Постоји богата историја и сложен верски симболизам у вези са иконама. У руским црквама, наос је обично одвојен од светишта са иконостасом, зиду са иконама са дуплим вратима у центру. Иконе се сматрају за Јеванђеље на слици, и зато се посебна пажња посвећује сликању икона како би се осигурало да је Јеванђеље верно и прецизно приказано.